# Стояча хвиля
Стоя́ча (стійна, нерухома) хви́ля — це хвиля, яка при будь-якій фазі коливань не поширюється в просторі. Характерною особливістю х. с. є наявність у ній вузлів, у яких амплітуда хвилі дорівнює нулю, та пучностей, у яких амплітуда максимальна, причому положення вузлів і пучностей лишається незмінним у просторі. Стояча хвиля утворюється в результаті накладання двох біжучих (рухомих) хвиль, які поширюються назустріч одна одній і мають деякий зсув фаз. У біжучій хвилі відбувається перенесення енергії, а в стоячій хвилі через площини, в яких розташовані вузли, енергія не перетікає. Для оптимальної передачі енергії лініями передач необхідне їхнє узгодження, тобто одержання всередині лінії режиму рухомої хвилі, коли коефіцієнт відбивання Г= 0, а коефіцієнт стійності (нерухомості) хвилі КСХ (КНХ) = 1.
У випадку гармонічних коливань в одновимірному середовищі стояча хвиля описується формулою.
{\displaystyle u=u_{0}\cos kx\cos(\omega t-\varphi )},
де u — збурення в точці х в момент часу t, {\displaystyle u_{0}} — амплітуда стоячої хвилі, {\displaystyle \omega } — частота, k — хвильовий вектор, {\displaystyle \varphi } — фаза.
Стоячі хвилі є розв'язками тих же хвильових рівнянь. Їх можна уявити собі, як суперпозицію хвиль, що розповсюджуються в протилежних напрямках.
При існуванні в середовищі стоячої хвилі, існують точки, амплітуда коливань у яких дорівнює нулю. Ці точки називаються вузлами стоячої хвилі. Точки, в яких коливання мають максимальну амплітуду називаються пучностями.
Термін «стояча хвиля» увів близько 1860 року німецький фізик Франц Мельде і продемонстрував це явище в своєму класичному експерименті з вібруючими струнами.

## Моди

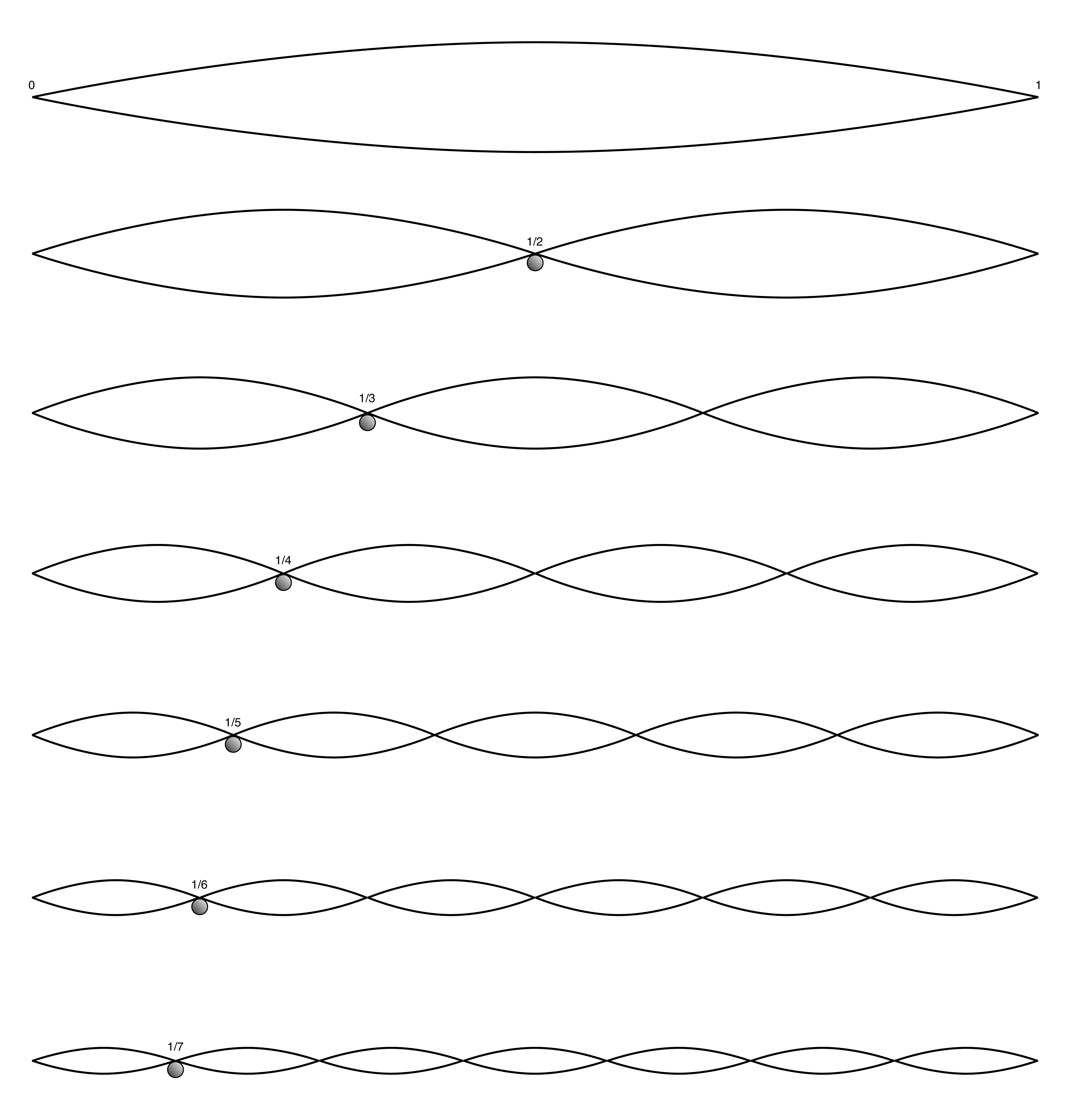
Моди коливань струни

Стоячі хвилі виникають у резонаторах. Скінченні розміри резонатора накладають додаткові умови на існування таких хвиль. Зокрема, для систем скінченних розмірів хвильовий вектор (а, отже, довжина хвилі) може приймати лише певні дискретні значення. Коливання із певними значеннями хвильового вектора називаються модами.
Наприклад, різні моди коливань затиснутої на кінцях струни визначають її основний тон і обертони.

## Математичний опис стоячих хвиль
В одновимірному випадку дві хвилі однакової частоти, довжини хвилі та амплітуди, що розповсюджуються в протилежних напрямках (наприклад, назустріч одна одній), будуть взаємодіяти, в результаті чого може виникнути стояча хвиля. Наприклад, гармонічна хвиля, розповсюджуючись вправо, досягаючи кінця струни, продукує стоячу хвилю. Хвиля, що відбивається від кінця, повинна мати таку саму амплітуду та частоту, як і падаюча хвиля.
Розглянемо падаючу та відбиту хвилі у вигляді:
{\displaystyle y_{1}\;=\;y_{0}\,\sin(kx-\omega t)}
{\displaystyle y_{2}\;=\;y_{0}\,\sin(kx+\omega t)}
де:
- y0 — амплітуда хвилі,
- {\displaystyle \omega } — циклічна (кутова) частота, що вимірюється в радіанах за секунду,
- k — хвильовий вектор, вимірюється в радіанах на метр, і є {\displaystyle 2\pi } поділений на довжину хвилі {\displaystyle \lambda },
- x та t — змінні для позначення довжини та часу.

Тому результуюче рівняння для стоячої хвилі y буде у вигляді суми y1 та y2:
{\displaystyle y\;=\;y_{0}\,\sin(kx-\omega t)\;+\;y_{0}\,\sin(kx+\omega t).}
Використовуючи тригонометричні співвідношення, це рівняння можна переписати у вигляді:
{\displaystyle y\;=\;2\,y_{0}\,\cos(\omega t)\;\sin(kx).}
Якщо розглядати моди {\displaystyle x=0,\lambda /2,3\lambda /2,...} та антимоди {\displaystyle x=\lambda /4,3\lambda /4,5\lambda /4,...},
то відстань між сусудніми модами/антимодами буде рівна половині довжини хвилі {\displaystyle \lambda /2} .

## Хвильове рівняння
Для того, щоб отримати стоячі хвилі, як результат розв'язку однорідного диференційного хвильового рівняння (Даламбера)
{\displaystyle \left(\nabla ^{2}-{\frac {1}{v^{2}}}{\frac {\partial ^{2}}{\partial ^{2}t}}\right)u=0}
необхідно відповідним чином задати його крайові умови (закріпити кінці струни, наприклад).
В загальному випадку неоднорідного диференційного рівняння:
{\displaystyle \left(\nabla ^{2}-{\frac {1}{v^{2}}}{\frac {\partial ^{2}}{\partial ^{2}t}}\right)u=f_{0}u},
де {\displaystyle f_{0}-} виконує роль «сили», за допомогою якої здійснюється зміщення в певній точці струни, стояча хвиля виникає автоматично.